# Zahorje
Zahorje (belarusiska: Загор’е) är en by i Belarus. Den ligger i Smaljavitjy rajon i Minsks voblast, i den centrala delen av landet, 30 km öster om huvudstaden Minsk. Zahorje ligger 195 meter över havet och antalet invånare är 170.

## Natur och klimat
Terrängen runt Zahorje är platt. Närmaste större samhälle är Kalodzisjtjy, 16,8 km väster om Zahorje.
Omgivningarna runt Zahorje är en mosaik av jordbruksmark och naturlig växtlighet. Runt Zahorje är det ganska glesbefolkat, med 34 invånare per kvadratkilometer.